# Eenheidspartituur
Een eenheidspartituur is in de muziek een partituur waarin de hoge orkestpartijen uitsluitend in de vioolsleutel zijn genoteerd, en de lage uitsluitend in de bassleutel. 
Met een eenheidspartituur wordt een leesprobleem ondervangen: het vereenvoudigt het voor sommigen lastige transponerende lezen van de verschillende instrumenten (bijvoorbeeld hoorns, klarinetten, trompetten) en afwijkende sleutels (zoals tenor-, cello- en altvioolsleutels). Door de uitgave van eenheidspartituren werden orkestpartituren toegankelijker gemaakt voor minder geoefende muziekbeoefenaars.  
De eenheidspartituur was voornamelijk bedoeld als hulpmiddel voor dirigenten of ensembleleiders, en niet voor de individuele spelers of zangers in een muziekgezelschap. Zij behielden de getransponeerde partijen om uit te spelen, of partijen met de voor hun instrument of stem gangbare genoteerde sleutels.
De eenheidspartituur was een uitvinding van Umberto Giordano, die dit systeem zeer toegedaan was, maar de uitvinding vond geen algemene doorgang in de muziekpraktijk.